# RMS Majestic (1914)
RMS Majestic là một con tàu biển chở khách, hạ thủy vào năm 1914 với tên SS Bismarck và năm 1920 thì chuyển qua thuộc quyền sở hữu của White Star Line. Majestic là con tàu lớn nhất thế giới cho đến năm 1935 khi con tàu SS Normandie được hạ thủy. Khi hạ thủy vào năm 1914, Majestic được dự định sẽ là con tàu lớn nhất trong bộ ba con tàu lớn của công ty Hapag ở Đức. Nhưng chiến tranh đã làm cho Majestic không thể phục vụ được. Đến sau chiến tranh năm 1920, Majestic được chuyển giao cho White Star Line và được trang bị thành một con tàu chở khách. Đây là lần thứ hai White Star Line sử dụng tên Majestic cho các con tàu của mình, lần thứ nhất là con tàu SS Majestic (1890). Sau khi phục vụ cho White Star Line được 17 năm, năm 1937, Majestic được chuyển cho hải quân hoàng gia Anh và đổi tên thành HMS Caledonia.

## Đóng tàu và bàn giao
Majestic được đóng ở xưởng Blohm and Voss ở Hamburg nước Đức và hạ thủy ngày 20 tháng 6 năm 1914 với chủ sở hữu là bà Countess Hanna von Bismarck (cháu gái của thủ tướng Otto von Bismarck). Nó là con tàu thứ ba trong ba con tàu lớn " Big three " của Hapag (hai chiếc kia là Imperator mà sau này là RMS Berengaria của Cunard Line và Vaterland mà sau này là SS Leviathan của Cunard Line). Majestic có trọng tải và chiều dài bằng với Vaterland, tuy nhiên do hiểu lầm chiếc Aquitania của Cunard sẽ lớn hơn Majestic nên con tàu đã được tăng thêm chiều dài và trọng tải. Nhưng thực sự chiếc Aquitania ngắn hơn 50 feet so với cả Majestic và Vaterland.
Tuy nhiên, chiến tranh thế giới lần thứ nhất (1914 - 1918) đã làm cho Majestic không thể phục vụ dưới sở hữu của nước Đức. Năm 1922, Đức cùng lúc nhượng hai con tàu Bismarck (Majestic) cho White Star Line và Vaterland cho Cunard Line đều thuộc nước Anh. Nhưng mãi đến năm 1932, thì quyền sở hữu tàu vẫn thuộc vầ cả hai nước Đức và Anh và Cunard Line đã chấm dứt việc sở hữu chung.

## Lịch sử phục vụ
Majestic phục vụ ở White Star Line từ năm 1922 đến năm 1934. Majestic trở thành một con tàu nổi tiếng vì chở được nhiều hành khánh hơn bất cứ một con tàu nào khác trên Đại Tây Dương. Majestic cũng được gọi bằng biệt danh trìu mến là " Magic Stick " có nghĩa là "Có ma thuật ".
Majestic bị một trục trặc nhỏ vào tháng 12 năm 1924 và nó được sửa chữa để có thể sớm trở lại phục vụ vào tháng 4 năm 1925.
Năm 1928, Majestic được tân trang để có thể chở được nhiều hành khách hơn. Nhưng số lượng hành khánh bị giảm vào năm 1929 và sau đó là Đại suy thoái vào năm 1930.
Năm 1934, Majestic đã bị sóng đánh hư hại tại Bắc Đại Tây Dương. Trong chuyến đó, thuyền trưởng J.Edgar cũng đã bị thương nặng và không bao giờ có thể đi biển nữa.
Sau khi White Star Line và Cunard Line hợp nhất vào năm 1934, Majestic tiếp tục phục vụ cho công ty mới tới năm 1936. Năm 1935, khi nhận được tin thông báo người chị em là chiếc Berengaria sẽ được nghỉ hưu, nhưng Majestic sau này đã nghỉ hưu thay thế cho Berengaria.

## HMS Caledonia
Sau khi được neo đậu ở bắc cảng Southamton, Majestic bị bán phế liệu vào ngày 15 tháng 5 năm 1936. Tuy nhiên sau đó Majestic đã được chuyển thành một con tàu dùng để đào tạo thiếu sinh quân và đổi tên thành HMS Caledonia.
Việc chuyển đổi Caledonia được thực hiện ở Southamton để rút ngắn cột buồm và các ống khói của Caledonia, ngoài ra nó còn bị rút bớt số lượng thuyền cứu sinh trên tàu.
Ngày 8 tháng 4 năm 1937, Caledonia được đưa từ Southamton đến Rolyth để đào tạo thiếu sinh quân với công suất 1.500 học viên.
Đến năm 1938, chiến tranh thế giới lần thứ hai (1938 - 1945), con tàu được chuyển thành tàu hải quân và được tạm thời neo đậu ở Firth of Forth. Sau đó đến ngày 29 tháng 9 năm 1939, Caledonia đã bị cháy, chìm tại phao neo và phần xác tàu được bán phế liệu vào tháng 3 năm 1940. Nhưng mãi đến ngày 17 tháng 7 năm 1943, phần còn lại của Caledonia mới bị phá dỡ.